# راشورث، ویکتوریا
راشورث (به انگلیسی: Rushworth) یک شهرک در استرالیا است که در ویکتوریا (استرالیا) واقع شده‌است.